# Dawid Prussak

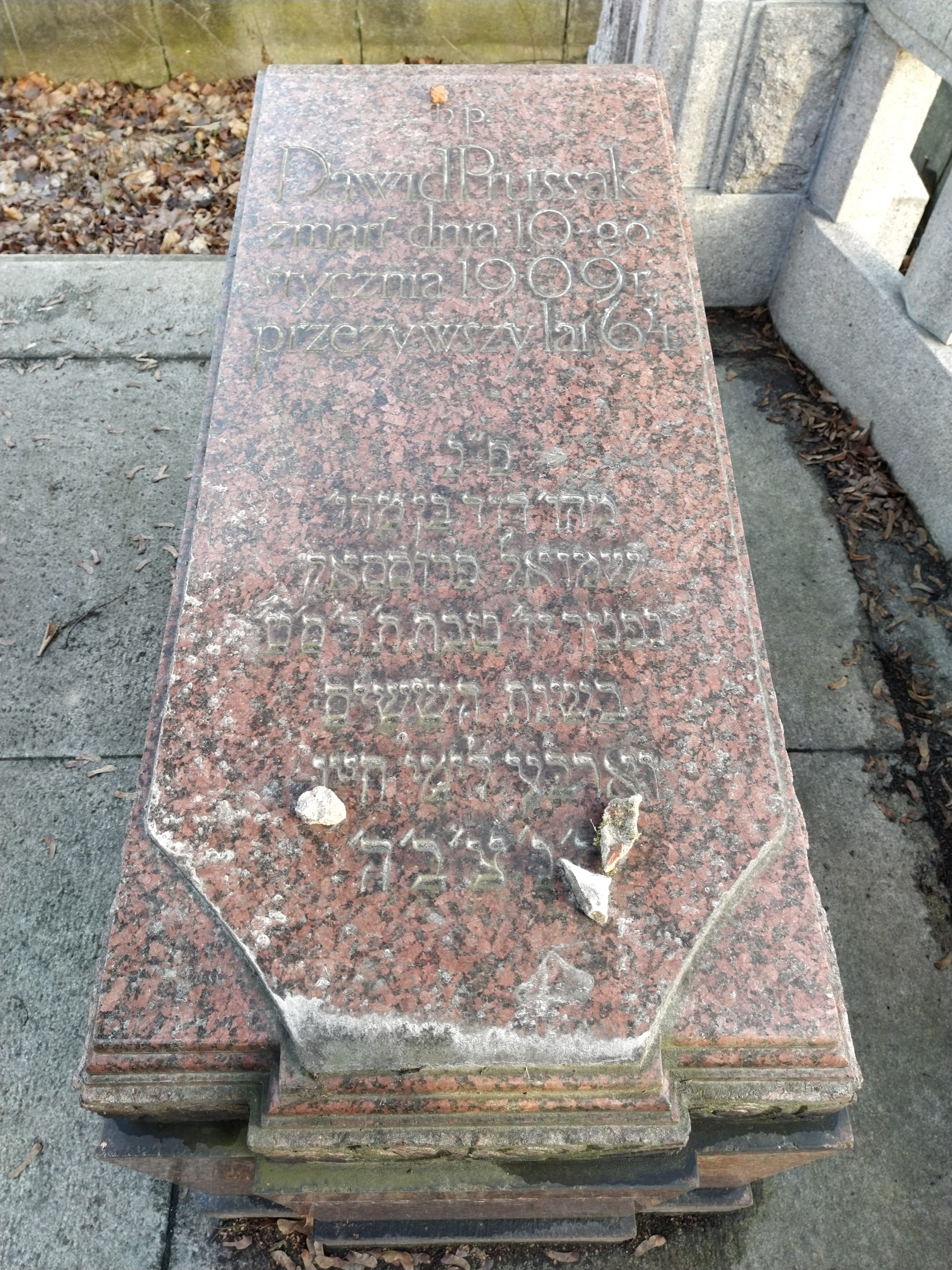
Nagrobek Dawida Prussaka na nowym cmentarzu żydowskim w Łodzi

Dawid Prussak (ur. w 1845 w Drobinie, zm. 9 stycznia 1909 w Łodzi) – łódzki fabrykant żydowskiego pochodzenia.

## Życiorys
Rodzina Prussaków pochodziła z Drobina. Pierwszym z jej członków, który przeniósł się do Łodzi był Abraham Prussak, brat Dawida. Pomógł on Dawidowi otworzyć fabrykę flaneli i tkanin kortowych przy ul. Zachodniej 68 oraz wybudować dom przy ul. Piotrkowskiej 49 w Łodzi (znany jako kamienica Dawida Prussaka) w latach 70. XIX w. W 1893 r. przy ul. Zielonej 13 wybudował fabrykę wyrobów wełnianych, obejmującą przędzalnię i tkalnię wełny, w której zatrudniał 140 osób.
Dawid Prussak był członkiem Towarzystwa Kredytowego Miejskiego oraz współzałożycielem oraz członkiem Łódzkiego Żydowskiego Towarzystwa Dobroczynności, a także założycielem jego kasy pożyczkowej – udzielał bezprocentowych pożyczek do wysokości 300 rubli, dla drobnych kupców, rzemieślników i handlarzy. Był członkiem łódzkiej gminy żydowskiej oraz współzałożycielem synagogi Wilker Szul i twórcą bet midrasz przy synagodze, wraz z Danielem Dobranickim. Ponadto finansował budowę szpitala Konstadtów, wydając na ten cel 8 tys. rubli. Ożenił się z Rebeką Lewi, z którą miał dwóch synów i dwie córki. 
Został pochowany na cmentarzu żydowskim przy ul. Brackiej w Łodzi. Spadkobiercy Prussaka w celu uczczenia jego pamięci przekazali na cele łódzkich instytucji dobroczynnych 19 500 rubli, w tym 2000 rubli na Łódzkie Żydowskie Towarzystwo Dobroczynności.